# Rossville, Kansas
Rossville är en ort i Shawnee County i Kansas. Vid 2010 års folkräkning hade Rossville 1 151 invånare.